# Scolesa paranensis
Scolesa paranensis är en fjärilsart som beskrevs av Eugène Louis Bouvier 1923. Scolesa paranensis ingår i släktet Scolesa och familjen påfågelsspinnare. Inga underarter finns listade.